# Гилберт, Барри
Барри Гилберт (англ. Barrie Gilbert, 5 июня 1937, Борнмут — 30 января 2020) — английский инженер-электронщик, автор более сорока изобретений, включая ячейку Гилберта (Gilbert cell). Основатель транслинейной схемотехники (Translinear circuit), Гилберт сформулировал в 1975 году принцип транслинейности.

## Биография
Барри Гилберт родился и вырос в Борнмуте, его отец погиб во время Второй мировой войны. Согласно автобиографии Гилберта, он увлёкся радилюбительством в возрасте около девяти лет. В семнадцать лет Гилберт поступил лаборантом в государственный институт обработки сигналов (SRDE), участвовал в постройке ранних АЦП и опытах по транзисторизации защищённых систем связи. До него не сразу дошло, что «прогрессивный» институт работал исключительно на военно-промышленный комплекс. Пацифист Гилберт ушёл из института, попал под суд за отказ служить и был приговорён к двум годам альтернативной службы санитаром. В 1958 году он поступил техником-электронщиком в Vickers-Armstrongs, в 1959 перешёл в Mullard. В 1959—1961 годах Гилберт доводил до ума запоминающие осциллографы (первые запоминающие осциллографы Mullard L362, выпущенные на рубеже 1959—1960 годов, массово выходили из строя из-за отказов германиевых транзисторов). Публиковался в технических журналах с 1961 года.
В 1964 году Гилберт отправился в США и поступил в исследовательский центр Tektronix в Бивертоне (штат Орегон), в группу разработчиков нового поколения измерительной аппаратуры (будущее семейство приборов Tektronix 7000). В «свободное» от работы над приборами время Гилберт экспериментировал с «супер-интегрированными» (super-integrated) по тогдашним меркам каскадами непосредственно-связанных транзисторов. Эти ранние опыты завершились статьёй 1968 года, в которой Гилберт впервые предложил транслинейный умножитель. По состоянию на 2007, эта статья являлась пятой в списке наиболее цитируемых статей, опубликованных в IEEE Journal of Solid-State Circuits за всю историю журнала. В 1968—1972 годах Гилберт и Tektronix запатентовали эту схему, которая стала известна как ячейка Гилберта (Gilbert cell) и по состоянию на 2010 год оставалась практически обязательным компонентом радиоприёмников и сотовых телефонов.
В 1970 Гилберт вернулся в Европу и разрабатывал микросхемы памяти и средства распознавания символов в Plessey. Отношения с Plessey не сложились («Plessey were hopelessly unsupportive»), и в 1972 Гилберт перешёл в Analog Devices. В 1972—1975 Гилберт предложил теоретический подход к схемам, подобным ячейке Гилберта, которые он назвал транслинейными (от англ. transconductance, проводимость). Если в обычной схеме обрабатываемая информация закодирована в напряжениях, то в транслинейной схеме информация носителями информации выступают токи, протекающие через непосредственно-связанные эмиттерные переходы биполярных транзисторов. В отличие от традиционных схем, в транслинейных схемах линейны токи, а нелинейны — напряжения (напряжение на p-n переходе пропорционально логарифму тока).

Транслинейная схема — схема, в которой входные и выходные сигналы выражены токами, а основные функции определяются линейной зависимостью проводимости от тока. Эта пропорциональность, свойственная некоторым классам электронных приборов, позволяет выполнять алгебраические преобразования с фундаментальной точностью и независимо от температуры.
Оригинальный текст (англ.)А translinear circuit is one having inputs and outputs in the form of currents and whose primary functions arise from the exploitation of the proportionality of transconductance to current in certain electronic devices so as to result in fundamentally exact, temperature-insensitive algebraic transformations.

Токи, протекающие через замкнутые цепи эмиттерных переходов, соотносятся между собой по принципу транслинейности, постулированному Гилбертом в 1975:

Во всякой замкнутой цепи, составленной из любого числа пар прямосмещёных pn-переходов, произведение токов через переходы, ориентированные по направлению обхода кольца, пропорционально произведению токов через переходы, ориентированные в противоположном направлении. Коэффициент пропорциональности зависит исключительно от геометрических размеров элементов, и практически не зависит от изменений температуры и погрешностей производственного процесса.
Оригинальный текст (англ.)For any closed loop comprising any number of pairs of clockwise and counterclockwise forward-biased junctions, the product of currents for the elements in one direction is proportional to the corresponding product in the opposite direction. The factor of proportionality depends solely on the device geometry and is essentially insensitive to process and temperature variations.

В 1977 Гилберт вернулся в США и с 1979 года возглавил лабораторию Analog Devices в Бивертоне. В 1997 он вернулся на Tektronix, чтобы (с его слов) вернуть должное своей настоящей alma mater. В 2000-х годах он продолжал активно разрабатывать схемы для Analog Devices, в том числе семейство усилителей с управляемых коэффициентом усиления для сотовой связи X-Amp (AD8367, совместно с Джоном Каулсом) и логарифмический оптоэлектронный усилитель с динамическим диапазоном 160 дБ AD8304.
Гилберт удостоен членства в национальной инженерной академии США (NAE), пожизненного полного членства в IEEE (IEEE Life Fellow) и первого в своём роде титула Analog Devices Fellow. Почётный доктор инженерных наук (Honorary Doctor of Engineering) университета штата Орегон с 1997 года. Включен в десятку «ведущих инженеров-разработчиков аналоговых устройств» по версии EETimes.

## Публикации
- Gilbert, Barrie. A precise four-quadrant multiplier with subnanosecond response (англ.) // IEEE Journal of Solid-State Circuits. — 1968. — Т. 3, № 4. — С. 365—373. — ISSN 0018-9200. — doi:10.1109/JSSC.1968.1049925.
  - Репринт: Gilbert, Barrie. A precise four-quadrant multiplier with subnanosecond response (англ.) // IEEE Solid-State Circuits Society News. — 2007. — Т. 12, № 4. — С. 29—37. — ISSN 1098-4232. — doi:10.1109/N-SSC.2007.4785651.
- Gilbert, Barrie. Translinear circuits: A proposed classification (англ.) // IEEE Electronics letters. — 1975. — Т. 11, № 1. — С. 14—16. — ISSN 0013-5194. — doi:10.1049/el:19750011.
- Gilbert, Barrie. A monolithic microsystem for analog synthesis of trigonometric functions and their inverses (англ.) // IEEE Journal of Solid-State Circuits. — 1982. — Т. 17, № 6. — С. 1179—1191. — ISSN 0018-9200. — doi:10.1109/JSSC.1982.1051878.
- Gilbert, Barrie. The Micromixer: a highly linear variant of the Gilbert mixer using a bisymmetric Class-AB input stage e (англ.) // IEEE Journal of Solid-State Circuits. — 1997. — Т. 32, № 9. — С. 1412—1423. — ISSN 0018-9200. — doi:10.1109/4.628753.
- Gilbert, Barrie. The multi-tanh principle: a tutorial overview (англ.) // IEEE Journal of Solid-State Circuits. — 1998. — Т. 33, № 1. — С. 2—17. — ISSN 0018-9200. — doi:10.1109/4.654932.
- Gilbert, Barrie. Design for Manufacture // Trade-Offs in Analog Circuit Design: The Designer's Companion / Editors: Chris Toumazou, George S. Moschytz, Barrie Gilbert. — Springer, 2004. — Vol. 1. — P. 7—74. — 1048 p. — (Trade-offs in Analog Circuit Design). — ISBN 9781402080463.
- Gilbert, Barrie. Current Mode, Voltage Mode, or Free Mode? A Few Sage Suggestions (англ.) // Analog Integrated Circuits and Signal Processing. — 2004. — Т. 38, № 2—3. — С. 83—101. — ISSN 0925-1030. — doi:10.1023/B:ALOG.0000011161.44537.da.
- Gilbert, Barrie. The Gears of Genius (англ.) // IEEE Solid-State Circuits Society News. — 2007. — Т. 12, № 4. — С. 10—28. — ISSN 1098-4232. — doi:10.1109/N-SSC.2007.4785651.